# Baños de la Encina (ort)
Baños de la Encina är en ort i Spanien.   Den ligger i provinsen Provincia de Jaén och regionen Andalusien, i den centrala delen av landet, 250 km söder om huvudstaden Madrid. Baños de la Encina ligger 452 meter över havet och antalet invånare är 2 749. Den ligger vid sjön Pantano del Rumblar.
Terrängen runt Baños de la Encina är platt åt sydost, men åt nordväst är den kuperad. Runt Baños de la Encina är det ganska tätbefolkat, med 70 invånare per kvadratkilometer. Närmaste större samhälle är Linares de Mora, 14,9 km sydost om Baños de la Encina. Omgivningarna runt Baños de la Encina är i huvudsak ett öppet busklandskap.